# 内部収益率
内部収益率（ないぶしゅうえきりつ、internal rate of return、IRR）とは、投資によって得られると見込まれる利回りのこと。IRR は、投資プロジェクトの正味現在価値 (NPV) がゼロとなる割引率である。

## 概要
内部収益率は、正味現在価値と同様、プロジェクトが創出する全てのキャッシュ・フローの現在価値を考慮するという特徴もつ。内部収益率法はプロジェクトを利回りという率で評価するのに対し、正味現在価値法はプロジェクトを NPV という金額で評価する。

## IRRの式
次式の正味現在価値が 0 になる割引率 r を内部収益率と呼ぶ。
{\displaystyle C_{0}+{\frac {C_{1}}{(1+r)^{1}}}+{\frac {C_{2}}{(1+r)^{2}}}+{\frac {C_{3}}{(1+r)^{3}}}+\cdots +{\frac {C_{n}}{(1+r)^{n}}}=0}
ここで、投資 {\displaystyle C_{0}} は、必ず負である。

## 投資の意思決定
1. プロジェクトのハードル・レート（割引率）を決定する。
2. プロジェクトの創出するキャッシュ・フローを予想する。
3. プロジェクトの IRR を算出する。
4. 投資の可否を判定する。
  1. IRR > ハードル・レート → 投資する
  2. IRR < ハードル・レート → 投資しない

## 問題点
- あくまで利回りであって、プロジェクトの規模の差（投資額の多寡）は表さない。
- 永続的にキャッシュ・フローが発生する場合、IRR が算出できない(期間の設定が必要)。